# Кортленд (Нью-Йорк)
Кортленд (англ. Cortland) — город и административный центр округа Кортленд, штат Нью-Йорк, США. Город находится в регионе «южный ярус», на юго-западе штата Нью-Йорк. По данным переписи 2020 года, население города составило 17 556 человек. 
Кортленд, расположенный недалеко от западной границы округа, окружен городом Кортлендвилл.

## История
Город находится на территории бывшего Центрального военного тракта Нью-Йорка. Он назван в честь Пьера Ван Кортленда, первого вице-губернатора штата Нью-Йорк. 
Кортленд, основанный в 1791 году, получил статус деревни в 1853 году, а города в 1900 году, став 41-м городом штата Нью-Йорк. Когда в 1808 году был образован округ, Кортленд боролся с другими деревнями за право стать центром округа. Имеет прозвище «Город Короны» (англ. Crown City) из-за своего расположения на равнине, образованной слиянием семи долин, на высоте 340 м над уровнем моря. Сорок звезд, представляющих 40 городов, основанных до Кортленда, окружают карту штата Нью-Йорк и Корону на официальном гербе города. Семь вершин короны символизируют семь долин, окружающих Кортленд. 41-я звезда в центре короны изображает Кортленд как объединенный город, ближайший к географическому центру штата.
Крупнейшим предприятием Кортленда в конце XIX — начале XX веков была волочильная фабрика Wickwire Brothers, известная производством аппаратной ткани, использовавшейся в бронированных окнах. Масштабы богатства семьи Виквайр, владевшей фабрикой, представлены в двух великолепных особняках, которые они построили. Дом Честера Виквайра, построенный в 1890 году в стиле викторианском замка сейчас используется как Дом-музей и Центр викторианского искусства. Дом Чарльза Виквайра, построенный в 1912 году, сейчас принадлежит и управляется Ассоциацией выпускников университета штата Нью-Йорк в Кортленде. Он открыт для публики и используется Ассоциацией выпускников для проведения мероприятий, связанных с университетом, и приёмом высокопоставленных гостей.
В Кортленде также располагалась компания Brockway Motor Company, новаторский производитель грузовиков. Основанный в 1875 году как Brockway Carriage Works, он был передан компании Mack Trucks в 1956 году и просуществовал до 1977 года. В городе продолжает проводиться ежегодная выставка грузовиков Brockway.
С 1960 по 1992 год в Кортленде производились пишущие машинки Smith Corona.
Одной из достопримечательностей города является классический восьмиугольный дом. Также достопримечательностью является кортлендское сельское кладбище, оформленное в стиле сада и действующее до сих пор.
В 1868 году в Кортленде была основана Кортлендская педагогическая школа, которая впоследствии стала четырехлетним колледжем. Благодаря программам последипломного образования и исследовательскому потенциалу впоследствии он стал Университетом штата Нью-Йорк в Кортленде.
В 2006 году сгорела историческая башня с часами. Впоследствии она была восстановлена, и в здании появились как помещения для бизнеса, так и жилая площадь. 
Здание суда округа Кортленд, Богадельня округа Кортленд, штаб пожарной охраны Кортленда, бесплатная библиотека Кортленда, Комплекс первой пресвитерианской церкви, дом Уильяма Дж. Гринмана, ферма Рэндалла, исторический район Томпкинс-стрит, унитарная универсалистская церковь и почтовое отделение внесены в список Национальный реестр исторических мест.

## География
Кортленд находится в западно-центральной части одноименного округа, на координатах 42°36′02″ с. ш. 76°10′53″ з. д., между Сиракьюсом и Бингемтоном; со всех сторон окружен городом Кортлендвилл.
По данным Бюро переписи населения США, город имеет площадь 10,14 квадратных километров, из которых 10,09 квадратных километров занимает суша и 0,05 квадратных километров  (0,51%), водная поверхность. 
К югу от города протекает река Тиогниога, приток Саскуэханны.

### Климат
По классификации Кёппена в Кортленде влажный континентальный климат (Dfb) с холодной снежной зимой и теплым летом.
| Показатель                                      | Янв. | Фев. | Март | Апр. | Май  | Июнь | Июль | Авг. | Сен. | Окт. | Нояб. | Дек. | Год |
| ----------------------------------------------- | ---- | ---- | ---- | ---- | ---- | ---- | ---- | ---- | ---- | ---- | ----- | ---- | --- |
| Абсолютный максимум, °C                         | 20   | 18   | 29   | 32   | 34   | 36   | 38   | 37   | 38   | 32   | 27    | 20   | 38  |
| Средний суточный максимум, °C                   | −0,8 | 0,4  | 5,5  | 12,3 | 19,8 | 24,6 | 27,2 | 13,8 | 9,6  | 4,1  | −0,2  | −5,8 | 2,9 |
| Средний суточный минимум, °C                    | −9,3 | −9,1 | −4,4 | 1,3  | 7,4  | 12,4 | 14,9 | 13,8 | 9,6  | 4,1  | −0,2  | −5,8 | 2,9 |
| Абсолютный минимум, °C                          | −32  | −32  | −25  | −12  | −5   | 0    | 4    | 2    | −3   | −8   | −17   | −27  | −32 |
| Норма осадков, мм                               | 70   | 63   | 79   | 82   | 83   | 104  | 86   | 76   | 101  | 81   | 89    | 87   | 999 |
| Источник: NOAA (1971–2000), The Weather Channel |      |      |      |      |      |      |      |      |      |      |       |      |     |

## Правительство
Правительство Кортленда состоит из мэра, избираемого в целом, и городского совета из восьми членов. По одному члену избирается от каждого из восьми избирательных округов. По состоянию на январь 2022 года мэром был мэр Скотт Стив, а в городской совет входят восемь членов:
- Уэйн Шатт, Первый округ[17]
- Кэтрин Силлиман, Второй округ[17]
- Мэри Клэр Пеннелло, Третий округ[17]
- Пэт Лейн, Четвертый округ[17]
- Сет Томпсон, Пятый округ[17]
- Билл Карпентер, Шестой округ[18]
- Трой Беквит, Седьмой округ[18]
- Томас Микалес, Восьмой округ[18]

Городской секретарь — Энди Джуэтт. Городской прокурор - Эй.Дж. Мелдрим.

## Население
По данным переписи 2000 года в городе проживало 18 740 человек, имелось 6 922 домохозяйства и 3 454 семьи. Плотность населения составила 1845,0 человек на квадратный километр. Имелось 7550 единиц жилья со средней плотностью 743,3 человека на квадратный километр. Расовый состав города был следующим: 95,72% белых, 1,56% афроамериканцев, 0,25% коренных американцев, 0,57% азиатов, 0,02% жителей островов Тихого океана, 0,56% представителей других рас и 1,33% представителей двух или более рас. Латиноамериканцы любой расы составили 1,72% населения.
Из 6922 домохозяйства, в 24,8% проживали дети в возрасте до 18 лет, 34,7% состояли из супружеских пар, живущих вместе, 11,4% состояли из женщины-домохозяйки без мужа и 50,1% из несемейных людей. 36,0% всех домохозяйств состояли из отдельных лиц, а в 13,0% проживали одинокие люди в возрасте старше 65 лет. Средний размер домохозяйства составлял 2,28 человек, а средний размер семьи - 2,95.
Возрастная структура населения города была следующей: 18,3% жителей моложе 18 лет, 28,4% от 18 до 24 лет, 23,6% от 25 до 44 лет, 16,8% от 45 до 64 лет и 12,9% людей в возрасте 65 лет или старше. Средний возраст жителей составил 28 лет. На каждые 100 женщин приходилось 88,4 мужчин. На каждые 100 женщин в возрасте старше 18 лет приходилось 84,5 мужчин.
Средний доход домохозяйства в городе составлял 26 478 долларов, а средний доход семьи - 39 167 долларов. Средний доход мужчин составлял 29 857 долларов против 21 614 долларов у женщин. Доход на душу населения в городе составил 14 267 долларов. Около 13,9% семей и 24,7% населения находились за чертой бедности, в том числе 24,8% лиц в возрасте до 18 лет и 15,2% лиц в возрасте старше 65 лет.
По состоянию на 2015 год этнический состав предков жителей Кортленда был следующим:
- Англичане - 15,6%
- Ирландцы - 10,8%
- Итальянцы - 9,7%
- Немцы - 8,4%
- «Американцы» — 5,7%
- Голландцы - 2,2%
- Шотландцы - 2,1%
- Французы (кроме басков) — 1,8%
- Поляки - 1,8%[21]

## Транспорт

### Автомобильный
Кортленд обслуживают шоссе I-81, US-11 и шоссе штата 281. Также город обслуживают шоссе штата 13 и шоссе штата 41. В 64 км к по I-81 к северу от Кортленда находится Бингемтон, а в 64 км к югу Сиракьюс. Расстояние от кОртленда до Итаки по шоссе 13 составляет 29 км.

### Автобусный
Местные автобусные перевозки обеспечивает компания Cortland Transit . Greyhound и Trailways of New York выполняют междугородние автобусные рейсы в Сиракьюс, Бингемтон и другие города. OurBus связывает Кортленд с Бингемтоном, Нью-Йорком, и другими населёнными пунктами штата. Ближайшая железнодорожная станция Amtrak расположена в Сиракьюсе.

### Воздушный
Воздушное сообщение обеспечивает аэропорт округа Кортленд, расположенный к западу от города. Ближайший коммерческий аэропорт — международный аэропорт Итака-Томпкинс.

## Спорт
В 2009 году тренировочный лагерь «Нью-Йорк Джетс» был перенесен из Университета Хофстра в Хемпстеде в кампус Университета штата Нью-Йорк в Кортленде. Лагерь привлек 34 000 посетителей и принес местной экономике почти 4,26 миллиона долларов. В 2010 году «Джетс» подписали трехлетний контракт с университетом. В 2015 году они вернулись в собственное учреждение во Флорэм-Парке, штат Нью-Джерси. 

## Известные жители и уроженцы
- Карл Кармер[англ.] — писатель.
- Чарльз Генри Де Гроат[англ.] — бригадный генерал армии Союза.
- Уильям Диллон[англ.] — композитор, автор текстов и водевилист.
- Ронни Джеймс Дио — бывший фронтмен Rainbow и Black Sabbath; одна из улиц Кортленда названа в его честь (Dio Way).
- Нэнси Даффи[англ.] — телеведущая и основательница парада в честь Дня Святого Патрика в Сиракьюсе.
- Кэтрин Мэй Эдвардс[англ.] — профессор колледжа Уэллсли и исследовательница классической литературы
- Арнальд Габриэль[англ.] — командир и дирижер оркестра ВВС США[англ.], симфонического оркестра ВВС США и «поющих сержантов».
- Честер Джилетт — преступник, осужденный в 1906 году за убийство Грейс Браун[англ.] из Кортленда, своей подруги, казнён в 1908 по результатам  резонансного процесса.
- Майло Гудрич[англ.] — бывший член палаты представителей от штата Нью-Йорк.
- Чарльз У. Гудиер[англ.] — бизнесмен и владелец железной дороги.
- Лейди Клотц[англ.] — футболистка на пенсии; профессор, писатель.
- Джим Махади[англ.] — бывший игрок второй базы бейсбольной команды «Нью-Йорк Джайентс».
- Деннис Мефам[англ.] — футболист на пенсии.
- Дэвид Файнштейн — гитарист групп Elf и The Rods.
- Крейг Грубер — бас-гитарист Black Sabbath, Rainbow и Elf.
- Натан Льюис Миллер[англ.] — бывший Губернатор штата Нью-Йорк.
- Гидеон К. Муди[англ.] — бывший сенатор от Южной Дакоты.
- Марк Носиф — музыкант.
- Элтон Б. Паркер — кандидат в президенты от Демократической партии в 1904 году.
- Сайм Сильверман[англ.] — издатель.
- Эрик Содерхольм[англ.] — бывший профессиональный бейсболист.
- Элмер Амброуз Сперри — изобретатель гироскопического компаса, обладатель более 400 патентов; в честь него назван военный транспорт USS Sperry[англ.].
- Алджамейн Стерлинг — действующий чемпион UFC в легчайшем весе, боец ММА.
- Джоэл Эрик Субен[англ.] — композитор и дирижер.
- Рэймонд Грэм Свинг[англ.] — журналист.
- Сэмюэл Рингголд Уорд[англ.] — афроамериканец, сбежавший из рабства и ставший аболиционистом, редактором газеты и министром Конгрегации.
- Шпигл Уиллкокс[англ.] — джазовый тромбонист, композитор и певец.
- Гэри Вуд[англ.] — защитник НФЛ.